# Томсен, Мортен Берг
Мо́ртен Берг То́мсен (дат. Morten Berg Thomsen, род. 14 сентября 1984, Эсбьерг, Рибе) — датский кёрлингист.
В составе мужской сборной Дании участник зимних Олимпийских игр 2018. Чемпион Дании среди мужчин.
В «классическом» кёрлинге (команда из четырёх человек одного пола) в основном играл на позициях первого и второго.

## Достижения
- Чемпионат Дании по кёрлингу среди мужчин: золото (2018), серебро (2013).

## Команды
| Сезон   | Четвёртый         | Третий             | Второй                     | Первый                     | Запасной                                 | Турниры                        |
| ------- | ----------------- | ------------------ | -------------------------- | -------------------------- | ---------------------------------------- | ------------------------------ |
| 2007—08 | Карстен Свенсгор  | Кеннет Йоргенсен   | Миккель Поульсен           | Мортен Берг Томсен         |                                          |                                |
| 2012—13 | Torkil Svensgaard | Мартин Унд Грёнбех | Мортен Берг Томсен         | Daniel Dalgaard Abrahamsen |                                          | ЧДМ 2013                       |
| 2013—14 | Torkil Svensgaard | Мартин Унд Грёнбех | Daniel Dalgaard Abrahamsen | Мортен Берг Томсен         |                                          |                                |
| 2013—14 | Torkil Svensgaard | Мартин Унд Грёнбех | Мортен Берг Томсен         | Джоэл Островски            |                                          | ЧДМ 2014 (4 место)             |
| 2017—18 | Расмус Стьерне    | Йонни Фредериксен  | Миккель Поульсен           | Оливер Дюпон               | Мортен Берг Томсен тренер: Микаэль Квист | ЗОИ 2018 (10 место) · ЧДМ 2018 |

(скипы выделены полужирным шрифтом; см. также )